# 1511
سنة 1511 م كانت سنة بسيطة تبدأ يوم الأربعاء (الرابط يظهر نموذج التقويم الكامل للسنة) من التقويم اليولياني.

## أحداث
- تأسيس مدينة تركمان أباد وتقع حاليا في تركمانستان.
- الاستيلاء على ملقا (1511)

## مواليد
- جورجو فازاري
- ميخائيل سيرفيتوس

## وفيات
- أحمد بن أبي جمعة
- علي باشا الخادم صدر أعظم عثماني
- كراكوز أحمد باشا سياسي وعسكري عثماني
- كمال ريس ملَّاح وأمير بحار عُثماني